# Lortån
Lortån este o arie protejată (arie specială de conservare — SAC, sit de importanță comunitară — SCI) din Suedia întinsă pe o suprafață de 48,6 ha, integral pe uscat.

## Localizare
Centrul sitului Lortån este situat la coordonatele 60°28′20″N 15°10′16″E / 60.4721°N 15.171°E.

## Înființare
Situl Lortån a fost declarat sit de importanță comunitară în iunie 1996 pentru a proteja 1 specie de animale. Situl a fost protejat și ca arie specială de conservare în martie 2011.

## Biodiversitate
Situată în ecoregiunea boreală, aria protejată conține 4 habitate naturale: Mlaștini împădurite, Taiga vestică, Cursuri de apă de la nivel de câmpie la nivel montan, cu vegetație Ranunculion fluitantis și Callitricho-Batrachion, Mlaștini turboase de tranziție și turbării mișcătoare.
La baza desemnării sitului se află o specie protejată de  nevertebrate: Margaritifera margaritifera.